# Montagnea
Montagnea là một chi nấm trong họ Agaricaceae. Chi này phân bố phổ biến ở các khu vực cận nhiệt đới khô, và có 5 loài.